# Гипсипила (Еврипид)
«Гипсипила» (др.-греч. Ὑψιπύλη) — трагедия древнегреческого драматурга Еврипида, которую относят к позднему периоду творчества этого автора (предположительно к 411—407 или примерно 408 годам до н. э.). Текст пьесы почти полностью утрачен. Долгое время в распоряжении антиковедов было только несколько небольших отрывков, но в 1905 году в Оксиринхском папирусе были найдены более значительные фрагменты.

## Сюжет
Сюжет «Гипсипилы» связан с мифом о царице Лемноса Гипсипиле, возлюбленной Ясона, родившей от него Евнея и Фоанта. Соотечественницы продали её в рабство, так как она не стала убивать своего отца. Гипсипила стала нянькой немейского царевича Офельта, не уберегла его от змеи, когда через Немею проходили семь пелопоннесских вождей в своём пути на Фивы, но Амфиарай спас её от расправы: гибель Офельта была сочтена предзнаменованием, которое послали Семерым боги.
Судя по сохранившимся отрывкам, Еврипид совместил в пьесе оба сюжета о Гипсипиле (о любви к Ясону и о рабстве), которые во всех остальных случаях не имеют между собой никакой связи. Действие происходит в Немее: ставшие взрослыми Евней и Фоант ищут там свою мать, причём в прологе они разговаривают с Гипсипилой, но не узнают её. Затем появляются Семеро, Офельт погибает, задушенный змеёй, его мать Евридика решает расправиться с рабыней, но Амфиарай убеждает её этого не делать. Евней и Фоант побеждают на играх, устроенных в память о царевиче. Происходит узнавание (неясно, как именно, но важную роль в этой сцене мог сыграть Амфиарай). Гипсипила рассказывает обретённым сыновьям о своей судьбе: звучит оригинальная версия о том, что работорговцы схватили царицу, прятавшуюся на берегу, а не купили у других лемниянок. Евней и Фоант рассказывают матери, что после смерти Ясона отправились во Фракию вместе с Орфеем, там случайно встретились с дедом Фоантом, и тот отправил их на поиски. В финале появляется Дионис, который приказывает Гипсипиле с сыновьями возвращаться на Лемнос.
Тот же сюжетный мотив, когда выросшие дети приходят на помощь попавшей в беду матери, Еврипид использовал в трагедиях «Ион» и «Антиопа». Позже это стало расхожим приёмом в новоаттической и римской комедии. Пьесы Еврипида, в свою очередь, могли быть написаны под влиянием «Тиро» Софокла с похожим сюжетом.

## Значение
«Гипсипила» стала источником сюжетного материала для Овидия («Героиды») и Стация («Фиваида»). Возможно влияние этой пьесы и на «Аргонавтику» Аполлония Родосского.